# Oskar Reichmann
Oskar Reichmann (* 16. April 1937 in Wilgersdorf) ist ein deutscher Germanist und Linguist.

## Leben
Reichmann studierte in Bonn und Marburg Germanistik und Geschichte. 1964 wurde er zum Dr. phil. promoviert. Von Januar 1964 bis Oktober 1965 war er wissenschaftlicher Angestellter am Forschungsinstitut für deutsche Sprache „Deutscher Sprachatlas“ in Marburg. Anschließend absolvierte er bis März 1967 sein Studienreferendariat im Seminarbezirk Marburg (Treysa und Kirchheim), das er mit der Zweiten Staatsprüfung abschloss. Von April bis Juli 1967 war er Assessor im Lehramt an der Gesamtschule Kirchhain bei Marburg und gleichzeitig wissenschaftlicher Assistent am Studienseminar Marburg. Von September 1967 bis September 1974 wirkte er als wissenschaftlicher Mitarbeiter und Lektor an der Freien Reformierten Universität Amsterdam für die Teilbereiche Sprachwissenschaft und Ältere deutsche Philologie. Damit war zugleich eine Teilzeitdozentur am Cocma-Lehrerausbildungsinstitut in Utrecht verbunden.
Im Oktober 1974 wurde Reichmann als Nachfolger von Gerhard Eis und Ordinarius für Germanistische Sprachwissenschaft mit besonderer Berücksichtigung der Sprachgeschichte an die Ruprecht-Karls-Universität Heidelberg berufen. Den Lehrstuhl behielt er bis zur Emeritierung im September 2005. 1987 lehnte er einen Ruf der Philipps-Universität Marburg auf die Professur für Germanische und Deutsche Philologie ab. In der Zeit als Heidelberger Ordinarius hatte er Gastprofessuren in Paris, Catania, Budapest, Szeged, Peking und Freiburg/Schweiz inne.
Er engagiert sich in mehreren wissenschaftlichen Kommissionen. Als Emeritus ist er seit 2013 Wissenschaftlicher Leiter für das Fachgebiet Frühneuhochdeutsches Wörterbuch an der Akademie der Wissenschaften zu Göttingen.
Oskar Reichmann ist mit der Germanistin Anja Lobenstein-Reichmann verheiratet.

## Wirken
Reichmanns Forschungs- und Lehrschwerpunkte sind die Sprachgeschichte des Deutschen (seit dem 14. Jahrhundert), die Lexikologie und Lexikographie, die Historische Grammatik, die Textlinguistik sowie die Sprachtheorie und Sprachphilosophie in Geschichte und Gegenwart. Insbesondere hat sich Reichmann in der Erstellung als wissenschaftlicher Leiter und als Mitherausgeber des Frühneuhochdeutschen Wörterbuchs engagiert. Reichmann ist auch Kommissionsmitglied für das Deutsche Rechtswörterbuch (DRW).

## Ehrungen und Auszeichnungen
- 1997: Symposium anlässlich seines 60. Geburtstags
- 1999: Verdienstkreuz am Bande des Verdienstordens der Bundesrepublik Deutschland für seine wissenschaftlichen Verdienste[4]
- 2002: Festschrift anlässlich seines 65. Geburtstages
- 2005: Universitätsmedaille der Ruprecht-Karls-Universität Heidelberg[5]
- 2010: Ehrenprofessur der Fremdsprachenhochschule in Peking[6]
- 2013: Deutschen Sprachpreis der Henning-Kaufmann-Stiftung für seine herausragenden Verdienste um die deutsche Sprach- und Kulturgeschichte[7]
- 2020: Verdienstkreuz 1. Klasse des Verdienstordens der Bundesrepublik Deutschland[8]

## Veröffentlichungen (Auswahl)
- mit Robert Ralph Anderson und Ulrich Goebel: Ein idealisiertes Graphemsystem des Frühneuhochdeutschen als Grundlage für die Lemmatisierung frühneuhochdeutscher Wörter. In: Herbert Ernst Wiegand (Hrsg.): Studien zur neuhochdeutschen Lexikographie I (= Germanistische Linguistik. Band 3–4/79). Hildesheim / New York 1981, S. 53–122.
- Editionsprinzipien für deutsche Texte des späten Mittelalters und der frühen Neuzeit. In: Werner Besch, Oskar Reichmann, Stefan Sonderegger (Hrsg.): Sprachgeschichte. Ein Handbuch zur Geschichte der deutschen Sprache und ihrer Erforschung. Erster Halbband. Berlin / New York 1984, S. 693–703.
- als Hrsg. mit Werner Besch, Anne Betten und Stefan Sonderegger (Hrsg.): Sprachgeschichte. Ein Handbuch zur Geschichte der deutschen Sprache und ihrer Erforschung. De Gruyter, Berlin / New York 1984 ff.; 2. Auflage ebenda 1998–2004 (= Handbücher zur Sprach- und Kommunikationswissenschaft. Band 2).
- mit Robert Ralph Anderson und Ulrich Goebel: Frühneuhochdeutsches Wörterbuch. Band 1 ff. Berlin / New York 1986 ff.